# Muriel Dutil
Pour les articles homonymes, voir Dutil.
Muriel Dutil, nom d'artiste de Murielle Dutil, est une actrice québécoise née le 8 décembre 1944 ou 1943 à Sainte-Claire de Colombourg (faisant désormais partie de la ville de Macamic), dans la région de l'Abitibi-Témiscamingue.

## Biographie
En mai 2021, Muriel Dutil fêtait 51 ans de vie artistique,. Son prénom d’artiste est Muriel.
Muriel Dutil monte sur les planches pour la première fois en 1964 dans la pièce Boyfriends de Sandy Wilson et Le temps des salades de Julian Slade en 1965 au Théâtre de la Poudrerie à Rouyn-Noranda. Elle est une des membres fondatrices de cette troupe de théâtre. Depuis, le Théâtre de la Poudrerie est devenu le Théâtre du Tandem à la suite de la fusion avec le Théâtre de la Crique de Ville-Marie en 1997.
Elle termine une formation en théâtre au Conservatoire d'art dramatique de Montréal en 1970 et n'a jamais cessé de jouer depuis ce temps, autant au théâtre, à la télévision qu'au cinéma,.
Elle poursuit sa formation à Londres en 1988 pour la mise en scène au British Theatre Association, la réalisation de télévision à la British Broadcasting Corporation et explore le jeu d'improvisation et d'interprétation avec Desmond Jones toujours à Londres.
Au théâtre, c'est en septembre 1975, lors de l'inauguration de la saison du Théâtre d'Aujourd'hui avec la pièce Le temps d'une vie qu'elle est saluée par la critique et le public. Cette pièce a connu une diffusion jusqu'au Festival D'Avignon puis, une tournée en France et en Belgique pour revenir ensuite au Québec. Muriel Dutil y a joué le rôle de Rosanna Guillemette jusqu'en 1988. Parmi près de 100 productions théâtrales dans laquelle elle a joué, citons : Avec Norm de Serge Boucher, mis en scène par Robert Bellefeuille (Théâtre du Rideau vert) ; Thérèse et Pierrette à l’école des Saints Anges, adaptation du roman de Michel Tremblay par Serge Denoncourt (Théâtre Denise-Pelletier) ; Opium_37 de Catherine Léger mis en scène par Éric Jean (Théâtre de Quat'Sous) ; Félicité d’Olivier Choinière mis en scène par Sylvain Bélanger (Espace Go) ; Sacré Cœur d’Alexis Martin et Alain Vadeboncoeur avec une tournée québécoise ainsi qu’au Nouveau Théâtre expérimental.
À la télévision, on a pu la voir notamment dans Graffiti, Les Girouettes, La Fricassée, Radio Enfer, S.O.S. j’écoute, Bonjour docteur, Tandem, Chartrand et Simonne, Virginie, Portrait vidéo, l’Amour avec un grand A, Le cœur découvert, Les voisins, La promesse, Nouvelle adresse, File d'attente et Claire et les vieux.
Au cinéma, elle a joué dans Mourir à tue-tête, Les yeux rouges, Bonheur d'occasion, Mario et plusieurs autres films québécois. Elle a interprété le rôle de la mère de Mimi dans Idole instantanée d’Yves Desgagnés; Mme Odile dans Curling de Denis Côté et Dorine dans Ressac de Pascale Ferland,,. En 2018, Lettres de ma mère, un long métrage documentaire de Serge Giguère où elle assurait la narration des lettres,.
Muriel Dutil a travaillé à l'écriture de pièces de théâtre pour enfants avec le Théâtre des Pissenlits (La foire aux fables, Astéroïde B-612). Elle signe  une émission spéciale comme co-auteure à TVA (Êtes-vous dans votre assiette) et à des émissions à Télé-Québec en 1990 (C'est la vie).
Elle a été professeur d'interprétation à l'École nationale de Théâtre pendant quelques années. Elle a aussi été professeur d'interprétation au Collège de Saint-Hyacinthe auprès des élèves en théâtre et à l'Université de Sherbrooke dans le cadre des activités de l'université du 3e âge.

## Filmographie

### Actrice

#### Cinéma
- 1972 : L'apparition, scénario de René Angelil : propriétaire de l'auberge[15].
- 1972 : Le temps d'une prière, court métrage : plusieurs personnages.
- 1974 : Claude Gauvreau, poète , moyen métrage : Marie-Jeanne Commode[16].
- 1974 : Agence Beausoleil , moyen métrage : la fille.
- 1974 : Le temps d'une vente , court métrage : plusieurs personnages.
- 1976 : Parlez-nous d'amour : une femme.
- 1976 : La famille, moyen métrage : la mère.
- 1977 : Les héritiers de la violence , moyen métrage : témoignage d'une mère.
- 1977 : J'ai pas mes lunettes, court métrage : Nicole, la serveuse.
- 1977 : Le soleil se lève en retard : la folle, une passante[17].
- 1979 : Mourir à tue-tête : L'épouse[18].
- 1979 : Feu de paille, court métrage.
- 1981 : Propriété privée, moyen métrage : l'épouse.
- 1982 : Une journée en taxi : Suzanne, une femme au restaurant.
- 1982 : Les Yeux rouges : Mme Royer [19].
- 1983 : Bonheur d'occasion : Sage-femme
- 1984 : Mario : La mère[20].
- 1984 : Recherche et sauvetage, court métrage : premier officier de la Garde côtière.
- 1985 : La dame en couleur : Sœur Joseph-Albert [21].
- 1986 : La Bioéthique: une question de choix : L'homme à la traîne, court métrage : la mère.
- 1986 : Bach et Bottine d'André Melançon : mère de la famille adoptive
- 1987 : Juste une enfant, moyen métrage : une mère[22].
- 1988 : The Heart, moyen métrage IMAX : la neurologue.
- 1988 : Salut Victor[23]: directrice du foyer.
- 1991 : Nénette [24]: madame Gendron, la femme du dépanneur.
- 1992 : La Sarrasine : Margie Dubois[25].
- 1993 : Mon amie Max : Une femme au groupe d'entraide.
- 1998 : Revoir Julie : Mère de Julie.
- 2002 :  La naissance d'une messe[26].
- 2004 : TV Dinner, court métrage.
- 2005 : Idole instantanée : Madame Dubé[27].
- 2005 : Aurore : Mère Supérieure[28].
- 2005 : La Neuvaine : Mère de Jeanne [29].
- 2010 : Curling : Odile Mackenzie[30].
- 2013 : Ressac : Dorine[31],[32].
- 2018 : Sous la neige de la Floride, court métrage[33].
- 2018 : Dolorès, court métrage.
- 2018 : Les lettres de ma mère : Narration des lettres[34],[35],[36].
- 2021 : Polaris : Dee[37],[38],[39],[40].
- 2022 : Niagara de Guillaume Lambert : Céline, la mère[41].
- 2023 : French Girl : Mammie Tremblay[42].

#### Télévision
- 1973 : Un simple soldat, téléthéâtre : la serveuse.
- 1973 : Les jeunes c'toute des fous: plusieurs personnages.
- 1974 : Êtes-vous dans votre assiette? : plusieurs personnages différents.
- 1976 : La Fricassée : 32 personnages différents [43],[44].
- 1977 : In Terra Aliena, téléthéâtre : La fille.
- 1979 : Fermer l’œil de la nuit, téléthéâtre : Hélène.
- 1979 : Juste un petit souvenir, téléthéâtre : Françoise Éthier.
- 1979 : Dancing Eros, téléthéâtre : Claire.
- 1980 : Encore un peu, téléthéâtre avec Pierre Curzy.
- 1981 - 1983 : Les Girouettes : Solange Gingras[45].
- 1982 - 1984 : S.O.S. J'écoute : Lise, l'écoutante.
- 1984 : Les enfants mal aimés : une infirmière.
- 1985 : Avec un grand A, épisode 5, Marie et François, diffusion le 19 mars 1986 : Marie Renaud[46].
- 1986 : À plein temps : Corine, l'institutrice.
- 1986 : Les Voisins : Jeanine[47].
- 1987 : Abus sexuels : l'infirmière.
- 1987 : La fin des jeux : madame Lépine, la gardienne.
- 1987 - 1988 : Bonjour docteur : Pauline Leclerc, la bonne.
- 1987 : Rock : Margot Dubrowski, la mère de Rock [48].
- 1989 - 1990 : Tandem : Solange.
- 1989 - 1990 : Jeux de société : Yolande Lamy[49].
- 1990 : Femmes en fête : Marie-Gérin Lajoie.
- 1991 : Jamais deux sans toi : une amie d'enfance de Rémy.
- 1992 : Portrait vidéo : la mère.
- 1992 - 1995 : Graffiti : Yolande Duguay
- 1993 : Avec un grand A, épisode 43, Chère maman, avec Jeannine Sutto, diffusion le 18 mars 1994, : Aimée[46].
- 1994 : Livrofolie: Geneviève Guèvremont.
- 1995 : À nous deux: directrice d'école.
- 1995 : Instit-Le boulard, téléfilm : Aline, directrice du foyer d'accueil[50].
- 1996 - 2003 : Virginie : Lise Bombardier.
- 1997 : Moi et l'autre : la mère du fiancé.
- 1997 : Ces enfants d'ailleurs : la propriétaire de l'hôtel [51].
- 1998 - 1999 : Radio Enfer : Marie-Thérèse Schmout.
- 1998 - 1999 : Histoires de filles : Madame Breton.
- 1999 : Chartrand et Simonne : Berthe Monet
- 2000 : Km/h : l'infirmière
- 2000 : Un gars, une fille : une gardienne.
- 2002 : Bouledogue Bazar: Mémétéo
- 2002 : Choix de Sophie: la narratrice
- 2002 - 2003 : Tabou : Aline Simard
- 2003 : Le Cœur découvert : Johanne
- 2007 - 2012 : La Promesse : Madeleine Champagne[52].
- 2008 - 2009 : Le Gentleman: Alice Favreau
- 2010 : Les enfants de la télé
- 2010 : Mirador : Madame Sauvé.
- 2012 : Avec toi, télésérie en 5 épisodes, Télé-Québec, production INIS.
- 2014 : Nouvelle Adresse : Janine Leduc-Lapointe
- 2018 - 2020 : Bébéatrice: grand-maman Suzanne[53].
- 2019 : L'âge adulte : La grand-mère maternelle
- 2019 : Moi, j'habite nulle part : Cécile
- 2019 - 2023 : 5e rang : Francine Bérubé[54],[55],[56].
- 2019 : File d'attente[57].
- 2020 : Claire et les vieux : Pauline[58],[59],[60].
- 2023: Bébéatrice, saison 6, Radio-Canada, Grand-maman Suzanne[61].

## Théâtre (jeu)
- 1970 : Astéroïde B-612, texte Muriel Dutil, Lise Charbonneau, Joseph Saint-Gelais et Louis Amyot, mise en scène Joseph Saint-Gelais, Théâtre des Pissenlits, tournée québécoise, rôle: Mumu.
- 1970 : Chmou, texte de Pierre Bégin, mise en scène Pierre Collin, Théâtre d'Aujourd'hui, rôles: plusieurs personnages[62].
- 1971 : Les berceuses transcendantales , texte et mise en scène de Pierre Bégin, Théâtre d'Aujourd'hui[63].
- 1971 : Les jeunes c'toutes des fous, texte/collage de différents auteurs et mise en scène de Jean-Claude Germain, les P'tits enfants Laliberté, Théâtre d'Aujourd'hui, rôles: plusieurs personnages[64].
- 1971 : Chiniqui, texte de Renald Tremblay, mise en scène Pierre Collin, Théâtre d'Aujourd'hui[65].
- 1971 : Ça, texte et mise en scène de Pierre Bégin, Théâtre d'Aujourd'hui, rôle: Yvatte[66].
- 1972 : Nous autres aussi on fait ça pour rire, texte et mise en scène de Jean-Claude Germain, les P'tits enfants Laliberté, Le Patriote, rôles: plusieurs personnages.
- 1972 : Dédé mesure, texte et mise en scène de Jean-Claude Germain, les P'tits enfants Laliberté, Théâtre d'aujourd'hui, rôles: plusieurs personnages [67].
- 1972 : La foire aux fables, texte Muriel Dutil, Joseph Saint-Gelais et Pierre Fortin, mise en scène Muriel Dutil, Théâtre des Pissenlits, tournée Ville de Laval, rôle: Jambe-croche.
- 1972 : Rikiki et le violon magique, texte et mise en scène de Pierre Fortin, Théâtre des Pissenlits, tournée en Ontario, rôle: madame Bolduc.
- 1972 : La Charlotte électrique ou Un conte de Noël pour toutes les filles pardues dans a'brume, dans a'neige ou dans l'vice, texte et mise en scène de Jean-Claude Germain, Productions Guy Latraverse, Théâtre Maisonneuve, rôle: Ginette Bienvenue-Beaugrand[68].
- 1973 : Diguidi Diguidi Ha! Ha! Ha!, texte et mise en scène de Jean-Claude Germain, Les p'tits enfants Laliberté, Théâtre d'Aujourd'hui, rôle: l'épouse[69].
- 1973 : Le chant du sink, texte Jean Barbeau, mise en scène de Pierre Fortin, Théâtre Populaire du Québec, tournée québécoise, rôle, Gisèle, l'épouse [70].
- 1973 : La Coupe Stainless, texte Jean Barbeau, créée le 6 mai 1973, à Amos, par la troupe Les Sans l'Sou, et par le Théâtre du Polygone, le 15 août 1973, à la Piggery de North Hatley, rôle: Rita[71].
- 1973 : L'Affront commun, texte et mise en scène de Jean-Claude Germain, Les p'tits enfants Laliberté, Théâtre d'Aujourd'hui, rôles: plusieurs personnages.
- 1974 : Ti-Jean, Margoton et le mauvais génie , texte de Joseph Saint-Gelais, mise en scène Joseph Saint-Gelais, Théâtre des Pissenlits, tournée canadienne, rôle: Margoton.
- 1974 : La charge de l'orignal épormyable , texte de Claude Gauvreau, mise en scène de Jean-Pierre Ronfard, Théâtre du Nouveau Monde, rôle: Marie-Jeanne Commode[72].
- 1974 : Les Belles-sœurs, texte de Michel Tremblay, mise en scène de André Brassard, Théâtre du Nouveau Monde pour une quatrième reprise, rôle: Thérèse Dubuc.
- 1975 : Diguidi Diguidi Ha! Ha! Ha!, texte de Jean-Claude Germain, mise en scène Jean-Luc Bastien, Centre d'essai des auteurs dramatiques, Théâtre de l'Est parisien, rôle: l'épouse.
- 1975-1979 : Le Temps d'une vie, texte de Roland Lepage, mise en scène de André Pagé, Théâtre d'Aujourd'hui et tournée du Québec (1976-1979), rôle: Rosanna Guillemette[5].
- 1975 : Quatre à quatre, texte de Michel Garneau, mise en scène Jean-Luc Bastien, Centre d'essai des auteurs dramatiques, Théâtre de l'Est parisien, Paris, rôle: Anne, l'arrière grand-mère.
- 1975 : La maison de Bernarda Alba , texte de Federico García Lorca, adaptation Michel Garneau, mise en scène André Brassard, Compagnie des deux chaises, Centre national des Arts, Ottawa et Théâtre Maisonneuve, Montréal, rôle: Criada [73].
- 1976 : Gulliver, texte de Muriel Dutil, P. Fortin, J, Saint-Gelais, L. Amyot, L. Lamarche, Jean Daigle, mise en scène Pierre Fortin, Théâtre des pissenlits, Théâtre Maisonneuve et tournée du Québec, rôles: cinq personnages.
- 1976 : Ste-Carmen d'la Main , texte de Michel Tremblay, mise en scène de André Brassard, Compagnie Jean Duceppe, rôles: Chœur des putains de la Main, plusieurs personnages[74].
- 1976 : Coup de sang, texte de Jean Daigle, mise en scène André Montmorency, Théâtre du Nouveau Monde, rôle: Marie [75].
- 1977 : Quatre à quatre, texte de Michel Garneau, mise en scène Gabriel Garran, Théâtre de la Commune, présenté au Festival d'Avignon et à Aubervilliers et Paris, rôle: Céline, la mère.
- 1977 : Le Temps d'une vie, texte de Roland Lepage, mise en scène de André Pagé, 5 représentations au Festival d'Avignon et tournée en France et en Belgique et retour à Montréal et Ottawa en 1977-78, rôle: Rosanna Guillemette[76].
- 1977 : Maria Chapdelaine, texte Loïc Le Gouriadec, mise en scène Yvette Brind'Amour, Théâtre du Rideau Vert, rôle: Maria Chapdelaine[77].
- 1977 : Le jugement dernier, texte Jean Daigle, mise en scène Louis-Georges Carrier, Compagnie Jean Duceppe, Théâtre Port-Royal, Montréal, rôle: Léonie.
- 1978 : Ida Lachance, texte Louise Roy et Louis Saia, Théâtre du Rideau de Tweed, Conventum, Montréal, rôles: dix personnages[78].
- 1978 : Une amie d'enfance, texte Louise Roy et Louis Saia, Théâtre du Rideau de Tweed, Théâtre St-Sauveur, rôle: Angèle.
- 1979 : Gulliver, texte de Muriel Dutil, P. Fortin, J, Saint-Gelais, L. Amyot, L. Lamarche, mise en scène Pierre Fortin, Théâtre des pissenlits, tournée en Union soviétique et en Suisse, rôles: cinq personnages.
- 1979 : Le jugement dernier, texte de Jean Daigle, mise en scène par Louis-Georges Carrier, Compagnie Jean Duceppe [79], rôle: Léonie.
- 1980 : À qui le p'tit cœur après neuf heures et demie, texte de Maryse Pelletier, mise en scène de Gilbert Lepage, Théâtre d'Aujourd'hui, rôle: Mireille [80].
- 1981 : Les dernières chaleurs, texte de Louise Roy et Michel Chevrier, mise en scène de Jean-Luc Bastien, Théâtre des voyagements, rôle: Claudette Bombardier [81].
- 1981 : Transport en commun, texte de Louise Roy et Michel Chevrier, mise en scène de Jean-Luc Bastien, Théâtre des voyagements, rôle: la myope.
- 1982 : Juste un petit souvenir, texte de Micheline Guérin, mise en scène Daniel Roussel, Théâtre du Rideau vert, rôle: Monique.
- 1982 :  Ligue nationale d'improvisation, équipe des Noirs, gagnants de la Coupe Charade 1982, entraineur: André Melançon.
- 1983 : Le chat d'Étienne, texte d'André Côté, mise en scène Alain Fournier, Théâtre La Licorne, rôle: la mère.
- 1983 : La trampoline est à deux pieds du plafond, texte de Marie Perreault, Marie-Christine Lussier et Louise Roy, Théâtre d'Aujourd'hui, rôle: Mère Lucille [82].
- 1983 : Quatre tableaux d'une cruauté sans nom, texte de Marie Perreault et Louise Roy, Théâtre de La Manufacture, La Licorne, rôles: sept personnages différents[83].
- 1983 : Bienvenue aux dames, ladies welcome!, texte de Jean-Raymond Marcoux, mise en scène Gilbert lepage, Théâtre d'Aujourd'hui, rôle: Shirley, la barmaid[84].
- 1984-1985 : Albertine en cinq temps , texte de Michel Tremblay, mise en scène de André Brassard, Théâtre du Rideau Vert et tournée, rôle: Madeleine (sœur d'Albertine)[85].
- 1985 : Love, texte de Murray Schisgall, mise en scène de Mathieu Gaumont, Théâtre l'Anglicane, Lévis, rôle: Ellen.
- 1986 : Albertine in five times , texte de Michel Tremblay, traduction: Bill Glassgo et John Van Bureck, mise en scène de André Brassard, Théâtre du Rideau Vert, Centre national des Arts, Ottawa, rôle: Madeleine
- 1987-1988 : Le Temps d'une vie, texte de Roland Lepage, mise en scène de Gilbert Lepage, Théâtre Populaire du Québec et Théâtre du Trident, Compagnie Jean Duceppe, tournée Ottawa, Montréal et Québec, rôle: Rosanna Guillemette[86].
- 1988 : Les dernières fougères, texte de Michel D'astous, mise en scène Christiane Raymond, Théâtre d'Aujourd'hui, rôle: Jeanne.
- 1991 : Mal de mères, texte de Chantal Cadieux, mise en scène par Gilbert Lepage, Bateau Théâtre de l'Escale, rôle: la mère.
- 1991 : Peer Gynt, texte de Henrik Ibsen, adaptation: Marie Cardinal, mise en scène par Jean-Pierre Ronfard, Théâtre du Nouveau Monde, rôle: Aase, la mère[87].
- 1991 : Bonjour, là, bonjour, texte de Michel Tremblay, mise en scène par Brigitte Haentjens, Théâtre populaire du Québec, Rôle: la tante Gilberte[88].
- 1992 : Six personnages en quête d'auteur , texte de Luigi Pirandello, mise en scène de André Brassard, Théâtre du Nouveau Monde, rôle: La mère[89].
- 1993 : Les Traverses du cœur, texte de Wendy Lill (Memeries of You), adaptation de Guy Beausoleil, mise en scène de Fernand Rainville, Théâtre populaire du Québec , rôle: Kvachnia[90].
- 1993 : Les bas-fonds, texte de Maxime Gorki, mise en scène de Yves Desgagnés, Théâtre du Nouveau Monde , rôle: Elizabeth Smart[91].
- 1994 : La Mouette, texte de Anton Tchékhov, mise en scène de André Brassard, Théâtre du Rideau Vert, rôle: Paulina Andreievna [92].
- 1996 : Messe solennelle pour une pleine lune d'été, texte de Michel Tremblay, mise en scène de André Brassard, Compagnie Jean Duceppe, rôle: Jeannine [93].
- 1997 : Avant d'avoir un nom, texte de Alain Fournier, mise en scène de Martin Faucher, Théâtre de l'Arrière-scène, Belœil.
- 1997-1998 : Trois dans le dos, deux dans la tête , texte de Jason Sherman, mise en scène de Michel Monty, Théâtre de La Manufacture, rôle: Anna Jackson [94].
- 1997 : Pierre et Marie et le démon , texte de Michel Marc Bouchard, mise en scène de Martin Faucher, Théâtre Rougemont, rôle: madame la ministre[95].
- 1998 : Les plaisirs de l'amitié , texte de Michel Garneau, mise en scène de Jean-Pierre Lefebvre, Petit Théâtre de Sherbrooke.
- 1998-1999 : Tout bas... si bas , texte de Koulsy Lamko , mise en scène de Martin Faucher, Théâtre de La Manufacture [96].
- 1999-2000 : Tit-Coq , texte de Gratien Gélinas, mise en scène de Michel Monty, Théâtre Denise-Pelletier, rôle: La mère Désilets[97].
- 2002 : Hippocampe, texte de Pascal Brullemans et Éric Jean, mise en scène Éric Jean, Théâtre de Quat' Sous[98], reprise au Prospéro en 2007[99], rôle: Suzanne.
- 2004 : Un carré de ciel, texte de Michèle Magny, mise en scène Martine Beaulne, Centre du Théâtre d'Aujourd'hui, rôle: La nurse[100].
- 2004 : Grace et Gloria, texte de Tom Ziegler, adaptation de Michel Tremblay, mise en scène Alain Robitaille, diffusion Théâtre du Tandem, Rouyn-Noranda et Ville-Marie[101], rôle: Grace[70].
- 2006 : Inussia, la femme phoque, texte et mise en scène de Hélène Ducharme, avec le Théâtre Motus, à la Maison du Théâtre, rôle: Inussia, la femme-phoque[98].
- 2007 : Chinoiseries, texte de Évelyne de la Chenelière,mise en scène Catherine Tardif, Théâtre de Carleton[102].
- 2007 : Félicité, texte de Olivier Choinière,mise en scène Sylvain Bélanger, Théâtre de La Manufacture, rôle: une préposée[103].
- 2007 : Du vent entre les dents, texte de Emmanuelle Jimenez, Théâtre d'Aujourd'hui, rôle: Mme Potée[98],[104].
- 2008 : Sacré cœur, texte de Alexis Martin et Alain Vadeboncoeur, mise en scène Alexis Martin, Nouveau théâtre expérimental, rôles: plusieurs personnages[105].
- 2008 : Opium_37, texte de Catherine Léger, mise en scène Éric Jean, production du Théâtre de Quat'Sous, à l'Espace Go, rôle: Zoé[106].
- 2010 et 2017 : Thérèse et Pierrette à l'école des Saints-Anges, adaptation et mise en scène de Serge Denoncourt, adaptation théâtrale du roman de Michel Tremblay présentée au Théâtre Jean-Duceppe et tournée québécoise en 2017, rôle: Mère Benoîte des anges, la directrice[107],[108].
- 2013 : Avec Norm, texte Serge Boucher, mise en scène Robert Bellefeuille, Théâtre du Rideau vert, rôle: Toni[109].
- 2014 : Opening Night, est l’adaptation théâtrale du film de John Cassavetes, textes de Fanny Britt et mise en scène de Éric Jean,Théâtre de Quat'sous, rôle: Sarah[110].
- 2015 : Le dénominateur commun, texte de François Archambault et Emmanuelle Jimenez, mise en scène de Geoffrey Gaquère, La Licorne[111].
- 2015 : Les têtes baissées, texte Mickaël Lamoureux, mise en scène Louis-Karl Tremblay, Théâtre Prospero[112].
- 2015 : Ennemi public, texte et mise en scène Olivier Choinière, Théâtre d'Aujourd'hui, rôle: France, la mère[113].
- 2017 : Manifeste de la jeune fille, texte et mise en scène de Olivier Choinière, en tournée au Québec[114].
- 2019 : Les Coleman-Millaire-Fortin-Campbellde Claudio Tolcachir, présentée au Théâtre Denise-Pelletier, à Montréal, rôle: Mamie[115],[116],[117].
- 2022 : Sappho, texte de Marie-Ève Milot et Marie-Claude St-Laurent, mise en scène de Marie-Ève Milot, coproduction de Théâtre de Quar'Sous et Théâtre de l'Affamée, présentée au Théâtre de Quar'Sous à Montréal, rôle: Denise[118].

## Théâtre (mise en scène)
- 1972 et 1974 : La foire aux fables, texte de Muriel Dutil, Pierre Fortin et Joseph Saint-Gelais, Théâtre des Pissenlits, tournées québécoises.
- 1979 : Carte blanche (collage de textes), textes de Yves Sauvageau, Place des Arts.
- 1982 : Histoire de fantômes, texte de Francine Tougas, Café Baudelaire.
- 1985 : Henrik Ibsen (collage de textes), École nationale de Théâtre.
- 1986 : Louise Roy (écrivaine) (collage de textes) CEGEP de Saint-Hyacinthe.
- 1987 : Musica deuxième, texte de Marguerite Duras, École nationale de Théâtre.
- 1987 : Mon été 1945, texte de G. Gurney jr, Conservatoire d'art dramatique de Montréal.
- 1988 : Jean Tardieu (collage de textes) CEGEP de Saint-Hyacinthe.
- 1992 : Le lieu commun, texte de François Archambault, École nationale de Théâtre.1993 : Un ennemi du peuple, texte de Henrik Ibsen, École nationale de Théâtre.
- 1993 : Un ennemi du peuple, texte de Henrik Ibsen, École nationale de Théâtre.
- 1993 : L'éloge des rats, texte de Pascal Brullemans, École nationale de Théâtre.
- 2001 : Le décorateur, présentée au Théâtre des Cascades.
- 2020 : Marie-toi maman texte de Stephen Levi, présentée au Théâtre de Rougemont.

## Prix et récompenses
- 1987, Prix Gémeaux, meilleure interprète pour le rôle de Marie dans l’épisode Marie et François de la série L’Amour avec un grand A de Jeannette Bertrand.
- 1992, Coupe Charade de Ligue nationale d'improvisation (LNI) avec son équipe dirigée par André Melançon.
- Prix Gémeaux: Les années suivantes, elle a été en nomination pour ses rôles dans Portrait vidéo (1993), Graffiti (1992,1995), Le gentleman et La promesse (2008).
- 1983, Remise du Mérite du Théâtre populaire du Québec (TPQ), meilleure comédienne des 10 dernières années [119].
- 1988, Meilleure interprète de l'année, Prix du Trident pour Le temps d'une vie.
- 2005, Gala des Masques, Prix de la meilleure interprète féminine de l’année pour le rôle de Grace dans la pièce Grace et Gloria de Tom Siegler traduite par Michel Tremblay dans une mise en scène de Marc-Alain Robitaille[120].
- 2014, Mise en nomination Prix Jutra, meilleure actrice de soutien dans le film Ressac.
- 2015, Prix Gémeaux, Meilleur rôle de soutien féminin série dramatique saisonnière: Nouvelle Adresse[121].
- 2021, Nomination Best Actress, Claire et les vieux, Festival allemand Die-Seriale consacré aux séries numériques[122].
- 2021, Prix Gémeaux, Meilleure interprétation féminine pour une émission ou série produite pour les médias numériques: Dramatique, Claire et les vieux, Épisode 4 – Le cadeau volé, (UGO Média)[123].